# 古桥美知子
古桥美知子（旧姓盐川，1951年1月26日—）是一名日本前排球运动员，毕业于日本体育大学。她在1972年夏季奥林匹克运动会中，参加了女子排球比赛并获得银牌。她也曾获得1970年世界女子排球锦标赛银牌。